# Championnat d'Europe masculin de rink hockey 2018
Navigation
Championnat d'Europe 2016 Championnat d'Europe 2021
Le championnat d'Europe de rink hockey masculin 2018 est la 53e édition de la dite compétition organisée par le Comité européen de rink hockey qui réunit tous les deux ans les meilleures nations européennes. Cette édition a lieu à la Corogne, en Espagne du 14 au 22 juillet 2018.
Pour la première fois depuis 1994, la compétition réunit un nombre record de onze pays en voyant notamment le retour d'Andorre, de la Belgique et des Pays-Bas.

## Déroulement

### Élection du siège
L'édition devait initialement être organisé en Italie. Mais la fédération italienne n'a pas été capable de fixer ni les dates de la compétition en raison de la Coupe du Monde de football, ni même le lieu des rencontres à moins de 5 mois du début de la compétition. L'Italie se rétracte de l'organisation fin janvier 2018, et le CERS décide de confier l'organisation à la fédération espagnole. 
Les difficultés d'organisation de l'édition sont venus du refus de la Ville de Viarreggio d’accueillir la compétition durant 15 jours au mois de juillet, et de l'impossibilité de la réaliser à Forte dei Marmi.
Le 7 février 2018, le président de la RFEP, Carmelo Paniagua, déclare à Radio Galega que la ville d'Herculina souhaite obtenir l'organisation du tournoi: « L'intérêt fondamental de la Fédération est que le hockey européen soit à La Corogne ». Le jour suivant, le journal La Coruña annonce que la Fédération galicienne de patinage a confirmé l'élection de la ville d'Herculina comme hôte du championnat d'Europe. Les médias portugais indiquent toutefois que la ville catalane de Reus est également intéressée par l'organisation de cet événement. Enfin, le 27 février, le Comité européen de hockey et de patins annonce le choix de la ville de La Corogne pour accueillir la 53e édition du Championnat d'Europe masculin. Le calendrier n'est pas encore déterminé mais devrait débuter le 15 ou 16 juillet et se conclure le 21 ou le 22 juillet.
La compétition se tient dans la ville de La Corogne, au sein du Palais des sports de Riazor, lieu dans lequel évolue le HC Liceo. C'est la neuvième fois que l'Espagne accueille la compétition. Il s'agit de la première fois que la région accueille un championnat d'Europe, bien qu'elle ait déjà accueillis deux éditions du championnat du monde en 1972 et 1988. La désignation de la ville par la fédération espagnole s'est faite en février 2018.
Le 6 juin la vente de billets pour le 53e championnat d'Europe est lancée. Le tarif adulte pour accéder à tous les matches du championnat est fixé à 60 euros, tandis que le prix réduit du billet pour les enfants de moins de 12 ans est de 30 euros. Par ailleurs, les billets à la journée peuvent être achetés au prix de 10 euros, à l'exception des deux derniers jours de compétition, pour lesquels le prix des billets s’élève à 25 euros. La vente anticipée de billets se fait sur le site Web Ataquilla.com qui est affilié au groupe bancaire ABANCA, sponsor d'EuroHockey 2018.
Le 14 juin à midi, la présentation du championnat d'Europe a eu lieu dans la salle de presse du Palacio de María Pita, avec l'assistance de Carmelo Paniagua (fédération espagnole), Fernando Graça (comité européen), Vicente Torres (président de la fédération de Galice) et José Manuel Sandé (élu local).

### Cérémonies d'ouverture et de clôture
La cérémonie d'ouverture du championnat a lieu au Pazo dos Deportes de Riazor le 14 juin à 19 heures. La présentation des onze équipes participantes a lieu en présence du C.P.A. Maxia de La Corogne, dont les patineuses et les patineurs ont exécuté une chorégraphie spécialement pour chacune d’elles. Plus tard, toutes les sélections, à l'exception de la Suisse, défilèrent avant de laisser la place aux discours des officiels :
- José Manuel Sande, conseiller pour la culture, les sports et la connaissance du conseil municipal de La Corogne.
- Carmelo Paniagua, président de la Fédération royale espagnole de patinage.
- Ignacio González, vice-président de la Fédération royale espagnole de patinage.

Le président de la Fédération galicienne de patinage, Vicente Torres, ainsi que le président du Comité européen de hockey et de patins, Fernando Graça, et plusieurs autres membres du Comité européen de patins de hockey comme Cesare Ariatti, Lluís Ferrer, Luís Rei, Ricardo Oliveira et Susana Pandavenes, étaient également présents.
Après la finale et la cérémonie de remise des médailles, une cérémonie de clôture du championnat a lieu avec une parade des drapeaux des onze pays participants. C'est de nouveau le C.P.A. Maxia qui se charge de la représentation auquel s'ajoute également le Real Banda de Gaitas da Excma. Deputación de Ourense.

## Participants
Alors qu'il y avait huit équipes participantes à la dernière édition, trois anciennes sélections font leur retour. Les Pays-Bas, la Belgique et l'Andorre s'engagent cette année pour porter à onze le nombre d'équipes engagées. Ceci constitue un record depuis 1994.
Pour la première fois, le championnat d'Europe va servir de phase de qualification afin de participer au mondial 2019 qui se déroule également en Espagne mais à Barcelone. Les quatre premières équipes à l'issue de la compétition sont qualifiées. Auparavant, un système de montée-descente uniquement lors du championnat du monde permettait de déterminer les participants, et les performances des équipes en championnat d'Europe n'avaient aucune conséquence pour leur participation à un mondial.
| Pays       | Classement 2016                | Entraineur          | Participation | Meilleure performance |
| ---------- | ------------------------------ | ------------------- | ------------- | --------------------- |
| Portugal   | 1er                            | Luís Sénica         | 48e           | 1er place             |
| Italie     | 2e                             | Massimo Mariotti    | 51e           | 1er place             |
| Espagne    | 3e                             | Alejandro Domínguez | 40e           | 1er place             |
| Suisse     | 4e                             |                     | 53e           | 3e place              |
| France     | quarts de finale               | Fabien Savreux      | 52e           | 2e place              |
| Allemagne  | quarts de finale               |                     | 49e           | 2e place              |
| Angleterre | quarts de finale               |                     | 52e           | 1er place             |
| Autriche   | quarts de finale               |                     | 8e            | 8e place              |
| Pays-Bas   | dernière participation en 2008 |                     | 32e           | 3e place              |
| Andorre    | dernière participation en 2006 | Climent Padrós      | 3e            | 8e place              |
| Belgique   | dernière participation en 1996 |                     | 39e           | 2e place              |

Bien que le Portugal soit l'équipe championne d'Europe en titre à la suite de sa victoire en 2016, c'est l'Espagne qui entre-temps est parvenu à arracher le titre de champion du monde en 2017. Ces deux sélections, qui sont les plus titrées de la compétition, s'affrontent dans un match amical, dans la salle même de la compétition le 1er juillet 2018. Les deux équipes se neutralisent en marquant chacune deux buts, dans un match sans réelle intensité où les entraineurs font tourner les effectifs (même les gardiens). Le Portugal poursuit sa préparation en battant lourdement Riba d'Ave le 4 juillet suivant. Le Portugal n'a plus remporté une compétition en dehors de son territoire depuis 1993, et n'a plus gagné en Espagne depuis 1987. L'Italie est le troisième favoris pour la compétition mais jugé légèrement en retrait par l'Espagne.
L'équipe de France est perturbée dans sa préparation par le retrait des deux tiers des subventions accordées par l'État. Cela est dû au fait que le gouvernement français ne reconnaît plus le rink hockey comme un sport de haut niveau. En conséquence, l'entraîneur français n'est pas en mesure d'envoyer une équipe complète. Néanmoins, l'équipe de France qui vient de battre en début d'année l'Espagne lors de la coupe latine est un adversaire qui est en pleine progression.
Parmi les équipes de retour dans la compétition, la Belgique est le pays ayant connu la plus longue absence. Néanmoins, cela n'empêche pas une nouvelle participation de Serge Berthels, déjà présent en 1996, qui devient en 2018 le joueur le plus âgé engagé dans la compétition. 
Pour l'équipe d'Andorre, il s'agit de la première expérience du haut-niveau pour les joueurs dont la sélection est absente de la compétition depuis une décennie.

## Arbitre
Le championnat est arbitré par un total de 11 arbitres de sept fédérations européennes différentes : Espagne (3 arbitres), Portugal (2), Italie (2), Angleterre (1), France (1), Allemagne (1) et Suisse (1). Les arbitres alternent leur poste. Selon les rencontres, un arbitre officie sur le terrain ou est l'arbitre de table de marque qui assiste ses deux confrères sur le terrain. Les arbitres présents  sont les suivants :
- Óscal Valverde
- Iván González
- Rubén Fernández[16]
- Xavier Bleuzen
- Thomas Ullrich
- Johannes Schneider
- Joaquim Pinto
- José Pinto
- Franco Ferrari
- Joseph Silecchia
- Bruno Sosa

## Phase de poule

### Poule A
| Rang | Équipe   | Pts | J | G | N | P | Bp | Bc | Diff |  | Résultats |  |     |     |      |      |
| ---- | -------- | --- | - | - | - | - | -- | -- | ---- |  | --------- |  | --- | --- | ---- | ---- |
| 1    | Portugal | 12  | 4 | 4 | 0 | 0 | 38 | 6  | +32  |  | Portugal  |  | 5-4 | 7-1 | 15-1 | 11-0 |
| 2    | France   | 9   | 4 | 3 | 0 | 1 | 29 | 10 | +19  |  | France    |  |     | 5-2 | 14-3 | 6-0  |
| 3    | Andorre  | 6   | 4 | 2 | 0 | 2 | 9  | 19 | -10  |  | Suisse    |  |     |     | 5-1  | 2-3  |
| 4    | Suisse   | 3   | 4 | 1 | 0 | 3 | 10 | 16 | -6   |  | Autriche  |  |     |     |      | 0-6  |
| 5    | Autriche | 0   | 4 | 0 | 0 | 4 | 5  | 40 | -35  |  | Andorre   |  |     |     |      |      |

Les Portugais favoris du groupe débutent la phase de poule en jouant contre Andorre. En tant que détenteur du titre, ils s'imposent logiquement face à une équipe faisant son retour dans la compétition.
Malmené en première mi-temps par une équipe d'Autriche menant au score, la Suisse parvient à rétablir la situation avant la pause. Elle se détache ensuite en totalisant cinq buts au coup de sifflet final.

### Poule B
| Rang | Équipe     | Pts | J | G | N | P | Bp | Bc | Diff |  | Résultats  |  |     |      |      |      |      |
| ---- | ---------- | --- | - | - | - | - | -- | -- | ---- |  | ---------- |  | --- | ---- | ---- | ---- | ---- |
| 1    | Espagne    | 15  | 5 | 5 | 0 | 0 | 55 | 4  | +51  |  | Espagne    |  | 2-0 | 7-1  | 14-2 | 10-1 | 22-0 |
| 2    | Italie     | 12  | 5 | 4 | 0 | 1 | 59 | 15 | +44  |  | Italie     |  |     | 11-5 | 15-4 | 9-4  | 24-0 |
| 3    | Allemagne  | 9   | 5 | 3 | 0 | 2 | 34 | 23 | +11  |  | Allemagne  |  |     |      | 5-1  | 8-4  | 15-0 |
| 4    | Angleterre | 6   | 5 | 2 | 0 | 3 | 29 | 33 | -4   |  | Pays-Bas   |  |     |      |      | 4-6  | 10-5 |
| 5    | Pays-Bas   | 3   | 5 | 1 | 0 | 4 | 21 | 45 | -24  |  | Angleterre |  |     |      |      |      | 14-2 |
| 6    | Belgique   | 0   | 5 | 0 | 0 | 5 | 7  | 85 | -78  |  | Belgique   |  |     |      |      |      |      |

L'Espagne, pays hôte de la compétition, se fait surprendre lors du match d'ouverture de la compétition face à l'Angleterre. Alexander Mount créé la surprise en ouvrant le score à la 8e minute. Mais les espagnols rétablissent la situation en inscrivant cinq buts avant la mi-temps, et inscrivent autant de buts en seconde, sans que les Anglais ne réagissent,. Lors de la seconde journée, face aux Pays-Bas, le sélectionneur espagnol continue de faire tourner son effectif. Néanmoins, l'Espagne se méfie des frères Vives, Cezar et Eric qui évolue dans le championnat espagnol. Cela n'entrave pas les hispaniques d'infliger plus de dix buts à son adversaires pour la seconde journée consécutive.
L'Italie commence son tournoi en affrontant la Belgique. Serge Berthels et ses coéquipiers sont impuissant face à l'italien Alexandro Verano. Celui-ci parvient à marquer à lui seul neuf buts, tandis que ses autres partenaires en mettront quinze de plus.
La rencontre entre l'Allemagne et les Pays-Bas est la plus équilibrée de la première journée. L'Allemagne, par l'intermédiaire de Liam Hages, ne parvient à marquer l'unique but de la première mi-temps à deux minutes de la pause. Le score se maintient avant que l'Allemagne ne prenne un avantage plus important en fin de rencontre.

## Phase finale
|  | Quarts de finale          | Quarts de finale         | Quarts de finale         | Quarts de finale         |         |         | Demi-finales             | Demi-finales             | Demi-finales             | Demi-finales             |  |  | Finale                    | Finale                    | Finale                    | Finale                    |
|  |                           |                          |                          |                          |         |         |                          |                          |                          |                          |  |  |                           |                           |                           |                           |
|  | 20 juillet 2018 à 20 h 0  | 20 juillet 2018 à 20 h 0 | 20 juillet 2018 à 20 h 0 | 20 juillet 2018 à 20 h 0 |         |         | 21 juillet 2018 à 22 h 0 | 21 juillet 2018 à 22 h 0 | 21 juillet 2018 à 22 h 0 | 21 juillet 2018 à 22 h 0 |  |  | 22 juillet 2018 à 19 h 30 | 22 juillet 2018 à 19 h 30 | 22 juillet 2018 à 19 h 30 | 22 juillet 2018 à 19 h 30 |
|  | 20 juillet 2018 à 20 h 0  | 20 juillet 2018 à 20 h 0 | 20 juillet 2018 à 20 h 0 | 20 juillet 2018 à 20 h 0 |         |         | 21 juillet 2018 à 22 h 0 | 21 juillet 2018 à 22 h 0 | 21 juillet 2018 à 22 h 0 | 21 juillet 2018 à 22 h 0 |  |  | 22 juillet 2018 à 19 h 30 | 22 juillet 2018 à 19 h 30 | 22 juillet 2018 à 19 h 30 | 22 juillet 2018 à 19 h 30 |
|  | Suisse                    | Suisse                   | 2                        | 2                        |         |         | 21 juillet 2018 à 22 h 0 | 21 juillet 2018 à 22 h 0 | 21 juillet 2018 à 22 h 0 | 21 juillet 2018 à 22 h 0 |  |  | 22 juillet 2018 à 19 h 30 | 22 juillet 2018 à 19 h 30 | 22 juillet 2018 à 19 h 30 | 22 juillet 2018 à 19 h 30 |
|  | Suisse                    | Suisse                   | 2                        | 2                        |         |         | 21 juillet 2018 à 22 h 0 | 21 juillet 2018 à 22 h 0 | 21 juillet 2018 à 22 h 0 | 21 juillet 2018 à 22 h 0 |  |  | 22 juillet 2018 à 19 h 30 | 22 juillet 2018 à 19 h 30 | 22 juillet 2018 à 19 h 30 | 22 juillet 2018 à 19 h 30 |
|  | Espagne                   | Espagne                  | 10                       | 10                       |         |         | 21 juillet 2018 à 22 h 0 | 21 juillet 2018 à 22 h 0 | 21 juillet 2018 à 22 h 0 | 21 juillet 2018 à 22 h 0 |  |  | 22 juillet 2018 à 19 h 30 | 22 juillet 2018 à 19 h 30 | 22 juillet 2018 à 19 h 30 | 22 juillet 2018 à 19 h 30 |
|  | Espagne                   | Espagne                  | 10                       | 10                       | Espagne | Espagne | 8                        | 8                        |                          |                          |  |  | 22 juillet 2018 à 19 h 30 | 22 juillet 2018 à 19 h 30 | 22 juillet 2018 à 19 h 30 | 22 juillet 2018 à 19 h 30 |
|  | 20 juillet 2018 à 12 h 30 |                          |                          |                          | Espagne | Espagne | 8                        | 8                        |                          |                          |  |  | 22 juillet 2018 à 19 h 30 | 22 juillet 2018 à 19 h 30 | 22 juillet 2018 à 19 h 30 | 22 juillet 2018 à 19 h 30 |
|  |                           |                          | France                   | France                   | 2       | 2       |                          |                          |                          |                          |  |  | 22 juillet 2018 à 19 h 30 | 22 juillet 2018 à 19 h 30 | 22 juillet 2018 à 19 h 30 | 22 juillet 2018 à 19 h 30 |
|  | France                    | France                   | France                   | France                   | 2       | 2       | 5                        | 5                        |                          |                          |  |  | 22 juillet 2018 à 19 h 30 | 22 juillet 2018 à 19 h 30 | 22 juillet 2018 à 19 h 30 | 22 juillet 2018 à 19 h 30 |
|  | France                    | France                   | 21 juillet 2018 à 20 h 0 |                          |         |         | 5                        | 5                        |                          |                          |  |  | 22 juillet 2018 à 19 h 30 | 22 juillet 2018 à 19 h 30 | 22 juillet 2018 à 19 h 30 | 22 juillet 2018 à 19 h 30 |
|  | Allemagne                 | Allemagne                | 2                        | 2                        |         |         |                          |                          |                          |                          |  |  | 22 juillet 2018 à 19 h 30 | 22 juillet 2018 à 19 h 30 | 22 juillet 2018 à 19 h 30 | 22 juillet 2018 à 19 h 30 |
|  | Allemagne                 | Allemagne                | 2                        | 2                        | Espagne | Espagne | 6                        | 6                        |                          |                          |  |  |                           |                           |                           |                           |
|  | 20 juillet 2018 à 17 h 30 |                          |                          |                          | Espagne | Espagne | 6                        | 6                        |                          |                          |  |  |                           |                           |                           |                           |
|  |                           |                          | Portugal                 | Portugal                 | 3       | 3       |                          |                          |                          |                          |  |  |                           |                           |                           |                           |
|  | Andorre                   | Andorre                  | Portugal                 | Portugal                 | 3       | 3       | 2                        | 2                        |                          |                          |  |  |                           |                           |                           |                           |
|  | Andorre                   | Andorre                  |                          |                          |         |         |                          |                          |                          |                          |  |  |                           |                           |                           |                           |
|  | Italie                    | Italie                   | 6                        | 6                        |         |         |                          |                          |                          |                          |  |  |                           |                           |                           |                           |
|  | Italie                    | Italie                   | 6                        | 6                        | Italie  | Italie  | 2                        | 2                        |                          |                          |  |  |                           |                           |                           |                           |
|  | 20 juillet 2018 à 22 h 0  |                          |                          |                          | Italie  | Italie  | 2                        | 2                        |                          |                          |  |  |                           |                           |                           |                           |
|  |                           |                          | Portugal                 | Portugal                 | 4       | 4       |                          |                          |                          |                          |  |  |                           |                           |                           |                           |
|  | Portugal                  | Portugal                 | Portugal                 | Portugal                 | 4       | 4       | 14                       | 14                       |                          |                          |  |  |                           |                           |                           |                           |
|  | Portugal                  | Portugal                 |                          |                          |         |         |                          | 14                       |                          |                          |  |  |                           |                           |                           |                           |
|  | Angleterre                | Angleterre               | 2                        | 2                        |         |         |                          |                          |                          |                          |  |  |                           |                           |                           |                           |
|  | Angleterre                | Angleterre               | 2                        | 2                        |         |         |                          |                          |                          |                          |  |  |                           |                           |                           |                           |
|  |                           |                          |                          |                          |         |         |                          |                          |                          |                          |  |  |                           |                           |                           |                           |